# Rush Center
Rush Center är en ort i Rush County i Kansas. Vid 2020 års folkräkning hade Rush Center 141 invånare.